# Хоук, Левон
Ле́вон Ро́ан Ту́рман Хо́ук (англ. Levon Hawke; род. 15 января 2002, США) — американский актер. Сын актеров Умы Турман и Итана Хоука.

## Биография
Хоук родился 15 января 2002 года в Нью-Йорке, в семье актеров Умы Турман и Итана Хоука. Назван в честь Левона Хелма, солиста любимой группы его отца The Band. Его родители начали встречаться на съемках фильма «Гаттака» и поженились в мае 1998 года и развелись в 2005 году. У него также есть старшая сестра Майя (род. 1998) и три единокровные сестры.
По отцовской линии Хоук является дальним родственником американского драматурга Теннесси Уильямса. По материнской линии является внуком ученого Роберта Турмана и модели Нены фон Шлебрюгге.
Хоук в настоящее время обучается в университете Брауна на философа.

## Карьера
Дебют Хоука состоялся в 2018 году, когда он исполнил главную роль в короткометражном триллере «Затемнение». В 2020 году ходили слухи о том, что актер появится в телесериале «Очень странные дела» вместе со своей сестрой Майей, однако это были лишь домыслы фанатов, поскольку сам Хоук просто навещал свою сестру. В 2023 году исполнил второстепенную роль в мини-сериале «Переполненная комната». В этом же году исполнил небольшую роль в фильме своего отца «Дикая кошка». В 2024 году появился в режиссёрском дебюте Зои Кравиц «Подай знак». В этом же году исполнил второстепенную роль в вестерн-триллере «Чаща». Помимо актерской карьеры, Хоук занялся музыкой, помогая своей сестре с текстом двух песен из альбома «Chaos Angel».

## Фильмография
| Год  |     | Русское название      | Оригинальное название | Роль       |
| ---- | --- | --------------------- | --------------------- | ---------- |
| 2018 | кор | Затемнение            | Blackout              | Джейкоб    |
| 2023 | с   | Переполненная комната | The Crowded Room      | Джонни     |
| 2023 | ф   | Дикая кошка           | Wildcat               | подсудимый |
| 2024 | ф   | Подай знак            | Blink Twice           | Лукас      |
| 2024 | ф   | Чаща                  | The Thicket           | Джек       |